# D.O.A. (filme de 1988)
D.O.A. (bra: Morto ao Chegar) é um filme estadunidense de 1988, gêneros suspense e policial, dirigido por Annabel Jankel e Rocky Morton, com roteiro de Charles Edward Pogue. Trata-se de uma refilmagem de D.O.A., com história diferente, porém mantendo a mesma premissa. Os roteiristas do primeiro filme, Russell Rouse e Clarence Greene, dividiram os créditos da nova história com Pogue.
Este filme foi gravado em Austin e San Marcos.